# GSC3721-652
GSC3721-652 — хімічно пекулярна зоря спектрального класу A3, що має видиму зоряну величину в смузі V приблизно 10,9.